# Consórcio público
Consórcio público é uma pessoa jurídica criada por lei com a finalidade de executar a gestão associada de serviços públicos, onde os entes consorciados, que podem ser a União, os Estados, o Distrito Federal e os Municípios, no todo ou em parte, destinarão pessoal e bens essenciais à execução dos serviços transferidos.
A figura dos consórcios públicos no Direito Administrativo brasileiro surgiu com a Emenda Constitucional nº 19/98, que alterou o art. 241 da Constituição da República Federativa do Brasil, dando-lhe a seguinte redação:
"A União, os Estados, o Distrito Federal e os Municípios disciplinarão por meio de lei os consórcios públicos e os convênios de cooperação entre os entes federados, autorizando a gestão associada de serviços públicos, bem como a transferência total ou parcial de encargos, serviços, pessoal e bens essenciais à continuidade dos serviços transferidos."
A lei mencionada pela Constituição, que dispõe sobre normas gerais de contratação de consórcios públicos, é a Lei nº 11.107/05.

## Personalidade jurídica
Quanto à personalidade jurídica, os consórcios públicos podem ser pessoas jurídicas de direito público ou de direito privado.
Quando são de direito público, constituem associações públicas, e deve ser ratificado um protocolo de intenções para que o consórcio adquira personalidade jurídica. Vale lembrar que o consórcio público com personalidade jurídica de direito público integra a administração indireta de todos os entes da Federação consorciados.
Segundo Carvalho Filho, a Lei nº 11.107, de 6.4.2005, que dispõe sobre normas gerais de instituição de consórcios públicos, previu que estes mecanismos deverão constituir associação pública ou pessoa jurídica de direito privado (art. 1 º, § 1º). Ao referir-se à personalidade, o legislador estabeleceu que a associação pública terá personalidade jurídica de direito público (art. 6º, I), ao contrário da outra alternativa, em que a pessoa terá personalidade jurídica de direito privado.
Formado o consorcio público com a fisionomia jurídica de associação pública, terá ela natureza jurídica de autarquia. Consequentemente, a tais associações serão atribuídas todas as prerrogativas que a ordem jurídica dispensa às autarquias em geral.
Já os consórcios públicos de direito privado são regidos predominantemente pelo direito privado, mas devem observar as normas de direito público quanto à realização de licitação, celebração de contratos, prestação de contas e admissão de pessoal, que será regido pela Consolidação das Leis do Trabalho - CLT.